# Danh sách dàn nhạc giao hưởng

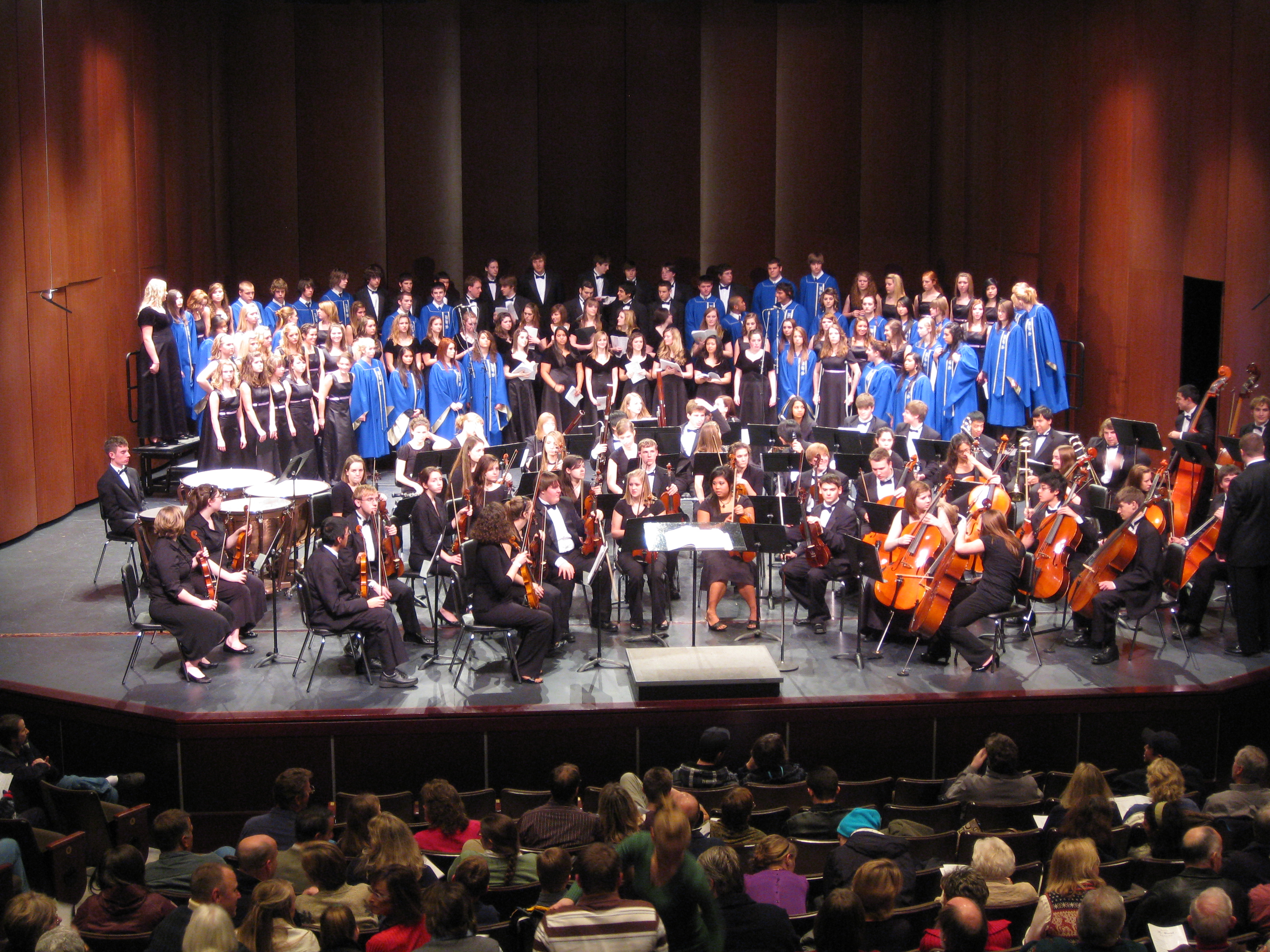
Dàn nhạc giao hưởng có thể biểu diễn kết hợp với dàn hợp xướng.

Đây là danh sách các dàn nhạc giao hưởng trên Thế giới, ở các quốc gia hoặc vùng lãnh thổ, chỉ gồm các dàn nhạc có uy tín được thành lập lâu đời, không bao gồm dàn nhạc nhỏ hoặc ban nhạc trẻ.

## Châu Phi

### Pan-African
- Pan-African Orchestra

### Công Gô
- Orchestre Symphonique Kimbanguiste

### Ai Cập
- Dàn nhạc giao hưởng Cairo

### Ghana(Cộng hòa Ga-na)
- Dàn nhạc giao hưởng quốc gia Ghana

### Ma Rôc
- Dàn nhạc giao hưởng Maroc

### Nam Phi
- Dàn nhạc giao hưởng Cape Town
- Dàn nhạc giao hưởng Johannesburg
- Dàn nhạc Trẻ Johannesburg
- Dàn nhạc giao hưởng KwaZulu-Natal
- South African National Youth Orchestra Foundation

### Tunisia
- Tunisian Symphony Orchestra

## Bắc Mỹvàvùng Ca-ri-bê

### Canada
- Calgary Philharmonic Orchestra
- CBC Radio Orchestra
- Edmonton Symphony Orchestra
- Esprit Orchestra
- Georgian Bay Symphony
- Hamilton Philharmonic Orchestra
- I Musici de Montréal Chamber Orchestra
- Kanata Symphony Orchestra
- Kingston Symphony
- Kitchener–Waterloo Symphony
- Manitoba Chamber Orchestra
- Montreal Symphony Orchestra (Orchestre symphonique de Montréal)
- Montreal Youth Symphony Orchestra (Orchestre symphonique des jeunes de Montréal)
- National Arts Centre Orchestra
- Newfoundland Symphony Orchestra
- Oakville Symphony Orchestra
- Orchestra London Canada
- Orchestre de la Francophonie
- Orchestre Métropolitain
- Orchestre Symphonique de Québec (Quebec Symphony Orchestra)
- Ottawa Symphony Orchestra
- Prince George Symphony Orchestra
- Regina Symphony Orchestra
- Saskatoon Symphony Orchestra
- Saskatoon Youth Orchestra
- Sault Symphony Orchestra
- Sherbrooke Symphony Orchestra (Orchestre Symphonique de Sherbrooke)
- Symphony New Brunswick
- Symphony Nova Scotia
- Thunder Bay Symphony Orchestra
- Tafelmusik Baroque Orchestra
- Toronto Symphony Orchestra
- Toronto Symphony Youth Orchestra
- Vancouver Symphony Orchestra
- Vancouver Youth Symphony Orchestra
- Victoria Symphony
- Winnipeg Symphony Orchestra
- Windsor Symphony Orchestra

### Cuba
- National Symphony Orchestra of Cuba

### Mexico
- Orquesta de Baja California
- Orquesta Filarmónica de Jalisco (Jalisco Philharmonic Orchestra)
- Orquesta Filarmónica de la Ciudad de México
- Orquesta Filarmónica de Querétaro
- Orquesta Sinfónica de Xalapa
- Orquesta Sinfónica de Yucatán
- Orquesta Sinfónica del Estado de México
- Orquesta Sinfónica Nacional

### Trinidad và Tobago
- St Augustine Chamber Orchestra

### Hoa Kỳ

#### Alabama
- Alabama Symphony Orchestra (Birmingham)
- Huntsville Symphony Orchestra
- Mobile Symphony Orchestra
- Montgomery Symphony Orchestra
- Tuscaloosa Symphony Orchestra

#### Alaska
- Anchorage Symphony Orchestra
- Juneau Symphony

#### Arizona
- Flagstaff Symphony Orchestra
- Phoenix Symphony
- Tucson Symphony Orchestra

#### Arkansas
- Arkansas Symphony Orchestra
- Symphony of Northwest Arkansas
- Texarkana Symphony Orchestra

#### California
- California Symphony
- California Philharmonic Orchestra
- Fremont Symphony Orchestra
- Golden State Pops Orchestra
- Hollywood Bowl Orchestra
- Hollywood Chamber Orchestra
- Hollywood Studio Symphony
- Hollywood Symphony Orchestra
- Long Beach Symphony Orchestra
- Los Angeles Chamber Orchestra
- Los Angeles Philharmonic
- Modesto Symphony Orchestra
- New Century Chamber Orchestra
- New West Symphony
- North State Symphony
- Oakland East Bay Symphony
- Pacific Symphony
- Pasadena Symphony
- Peninsula Symphony
- Redwood Symphony
- Sacramento Philharmonic Orchestra
- San Bernardino Symphony
- San Diego Symphony
- San Francisco Chamber Orchestra
- San Francisco Symphony
- Santa Barbara Symphony Orchestra
- Santa Cruz County Symphony
- Southeast Symphony
- Stockton Symphony
- Symphony Silicon Valley
- Valley Symphony Orchestra (LAVC)

#### Colorado
- Aspen Chamber Symphony[1]
- Aurora Symphony Orchestra
- Colorado Springs Philharmonic
- Colorado Symphony Orchestra
- Boulder Philharmonic Orchestra

#### Connecticut
- Hartford Symphony Orchestra
- New Haven Symphony Orchestra
- Yale Symphony Orchestra

#### Delaware
- Delaware Symphony Orchestra

#### District of Columbia
- Kennedy Center Opera House Orchestra[1]
- National Symphony Orchestra

#### Florida
- Florida Orchestra
- Jacksonville Symphony Orchestra
- New World Symphony Orchestra (Miami)
- Ocala Symphony Orchestra (formerly Central Florida Symphony Orchestra)
- Orlando Philharmonic Orchestra
- Orlando Pops Orchestra
- Sarasota Orchestra (formerly Florida West Coast Symphony)
- Tallahassee Symphony Orchestra

#### Georgia
- Albany Symphony Orchestra
- Athens Symphony Orchestra
- Atlanta Pops Symphony Orchestra
- Atlanta Symphony Orchestra[1]
- Augusta Symphony Orchestra
- New Trinity Baroque
- Rome Symphony Orchestra

#### Hawaii
- Hawaii Symphony Orchestra

#### Illinois
- Belleville Philharmonic Society
- Champaign Urbana Symphony Orchestra
- Chicago Sinfonietta
- Chicago Symphony Orchestra
- Civic Orchestra of Chicago
- Elgin Symphony Orchestra
- Grant Park Symphony Orchestra
- Illinois Philharmonic Orchestra
- Lyric Opera of Chicago
- Music of the Baroque
- Peoria Symphony Orchestra
- Quad City Symphony Orchestra
- Rockford Symphony Orchestra
- Urbana Pops Orchestra

#### Indiana
- Carmel Symphony Orchestra
- Evansville Philharmonic Orchestra
- Fort Wayne Philharmonic Orchestra
- Indianapolis Symphony Orchestra
- Northwest Indiana Symphony Orchestra

#### Iowa
- Des Moines Symphony
- Dubuque Symphony Orchestra
- Orchestra Iowa, Cedar Rapids
- Quad City Symphony Orchestra
- Sioux City Symphony Orchestra

### Kansas
- Kansas City Symphony
- Wichita Symphony Orchestra

#### Kentucky
- Lexington Philharmonic Orchestra
- Louisville Orchestra

#### Louisiana
- Baton Rouge Symphony Orchestra
- Lake Charles Symphony
- Louisiana Philharmonic Orchestra (New Orleans)
- Monroe Symphony Orchestra
- Shreveport Symphony Orchestra

#### Maine
- Augusta Symphony Orchestra
- Bangor Symphony Orchestra
- Portland Symphony Orchestra

#### Maryland
- Annapolis Symphony Orchestra
- Baltimore Symphony Orchestra
- Baltimore Chamber Orchestra
- Baltimore Philharmonia
- Concert Artists of Baltimore
- Maryland Symphony Orchestra
- National Philharmonic at Strathmore
- Soulful Symphony
- Susquehanna Symphony Orchestra
- Symphony Number One

#### Massachusetts
- Boston Baroque
- Boston Civic Symphony
- Boston Classical Orchestra
- Boston Modern Orchestra Project
- Boston Philharmonic Orchestra
- Boston Pops Orchestra
- Boston Symphony Orchestra
- Boston Youth Symphony Orchestra
- Brockton Symphony Orchestra
- Cape Cod Symphony Orchestra
- Handel and Haydn Society
- Harvard Radcliffe Orchestra
- Lexington Symphony
- Longwood Symphony Orchestra
- Melrose Symphony Orchestra
- New England Philharmonic
- New Philharmonia Orchestra of Massachusetts
- North Shore Philharmonic Orchestra
- Pro Arte Chamber Orchestra of Boston
- Springfield Symphony Orchestra
- Waltham Symphony Orchestra
- Wellesley Symphony Orchestra

#### Michigan
- Ann Arbor Symphony Orchestra
- Detroit Symphony Orchestra
- Grand Rapids Symphony
- Jackson Symphony Orchestra[2][3][4]
- Kalamazoo Symphony Orchestra
- Lansing Symphony Orchestra
- Michigan Philharmonic
- Traverse Symphony Orchestra
- West Shore Symphony Orchestra

#### Minnesota
- Bloomington Symphony Orchestra
- Duluth Superior Symphony Orchestra
- Fargo-Moorhead Symphony Orchestra
- Minnesota Orchestra
- Minnesota Philharmonic Orchestra
- Saint Paul Chamber Orchestra

#### Mississippi
- Mississippi Symphony Orchestra (Jackson)
- North Mississippi Symphony Orchestra (Tupelo)
- Southern Mississippi Symphony Orchestra (Hattiesburg)

#### Missouri
- Kansas City Symphony
- Saint Louis Symphony Orchestra
- University City Symphony Orchestra
- Ozark Festival Orchestra

#### Montana
- Billings Symphony Orchestra
- Helena Symphony Orchestra

#### Nebraska
- Omaha Symphony Orchestra
- Kearney Symphony Orchestra

#### Nevada
- Las Vegas Philharmonic Orchestra
- Reno Philharmonic Orchestra

#### New Hampshire
- New Hampshire Symphony Orchestra

#### New Jersey
- New Jersey Symphony Orchestra
- Princeton Symphony Orchestra
- Princeton University Orchestra

#### New Mexico
- Santa Fe Community Orchestra
- Santa Fe Symphony Orchestra and Chorus

#### New York
- Albany Symphony Orchestra
- American Classical Orchestra
- American Symphony Orchestra
- Astoria Symphony
- Binghamton Philharmonic
- Brooklyn Symphony Orchestra
- Buffalo Philharmonic Orchestra
- Cayuga Chamber Orchestra, Ithaca
- Chamber Orchestra of New York
- Chautauqua Symphony Orchestra
- The Little Orchestra Society
- Long Island Philharmonic
- NBC Symphony Orchestra
- New York Philharmonic
- New York Pops
- New York Symphony Orchestra
- Orchestra of St. Luke's
- Orpheus Chamber Orchestra
- Rochester Philharmonic Orchestra
- Westchester Philharmonic

#### North Carolina
- Asheville Symphony Orchestra
- North Carolina Symphony
- Charlotte Symphony Orchestra

#### North Dakota
- Fargo-Moorhead Symphony Orchestra
- Greater Grand Forks Symphony Orchestra
- Minot Symphony Orchestra

#### Ohio
- Akron Symphony Orchestra
- Canton Symphony Orchestra
- Cincinnati Symphony Orchestra
- Cincinnati Pops Orchestra
- Cleveland Orchestra
- Cleveland Pops Orchestra
- Columbus Symphony Orchestra
- Dayton Philharmonic Orchestra
- Toledo Symphony Orchestra
- Youngstown Symphony Orchestra

#### Oklahoma
- Oklahoma City Philharmonic
- Tulsa Symphony Orchestra

#### Oregon
- Eugene Symphony
- Columbia Gorge Sinfonietta
- Hillsboro Symphony Orchestra
- Oregon East Symphony
- Oregon Mozart Players
- Oregon Symphony
- Portland Chamber Orchestra
- Portland Columbia Symphony
- Portland Youth Philharmonic

#### Pennsylvania
- Allentown Symphony Orchestra
- Chamber Orchestra of Philadelphia
- Erie Philharmonic
- Harrisburg Symphony Orchestra
- Johnstown Symphony Orchestra
- Lancaster Symphony Orchestra
- Old York Road Symphony
- Orchestra 2001
- Philadelphia Orchestra
- Philadelphia Virtuosi Chamber Orchestra
- Philly Pops
- Pittsburgh Symphony Orchestra

#### Puerto Rico
- Puerto Rico Symphony Orchestra

#### Rhode Island
- Brown University Orchestra
- Rhode Island Philharmonic Orchestra

#### South Carolina
- Beaufort Symphony Orchestra
- Charleston Symphony Orchestra
- Greenville Symphony Orchestra
- Lake Murray Symphony Orchestra
- South Carolina Philharmonic
- Long Bay Symphony Orchestra

#### South Dakota
- Black Hills Symphony Orchestra, Rapid City
- South Dakota Symphony Orchestra, Sioux Falls

#### Tennessee
- Chattanooga Symphony and Opera
- Jackson Symphony Orchestra
- Knoxville Symphony Orchestra
- Memphis Symphony Orchestra
- Nashville Symphony Orchestra
- Oak Ridge Symphony Orchestra

#### Texas
- Austin Symphony Orchestra
- Dallas Symphony Orchestra
- Dallas Chamber Symphony
- Fort Worth Symphony Orchestra
- Houston Symphony
- Lubbock Symphony Orchestra
- River Oaks Chamber Orchestra
- San Antonio Symphony
- Symphony of Southeast Texas
- University of North Texas Symphony Orchestra
- Valley Symphony Orchestra

#### Utah
- American West Symphony of Sandy
- Orchestra at Temple Square
- Salt Lake Symphony
- Utah Symphony Orchestra
- Utah Valley Symphony

#### Vermont
- Vermont Symphony Orchestra

#### Virginia
- Fairfax Symphony Orchestra
- Richmond Symphony Orchestra
- Virginia Symphony Orchestra
- Roanoke Symphony Orchestra

#### Washington
- Northwest Sinfonia
- Northwest Symphony Orchestra
- Seattle Philharmonic Orchestra
- Seattle Symphony Orchestra
- Spokane Symphony
- Walla Walla Symphony

#### West Virginia
- West Virginia Symphony Orchestra
- Wheeling Symphony

#### Wisconsin
- Beloit-Janesville Symphony Orchestra
- Central Wisconsin Symphony Orchestra
- Chippewa Valley Symphony
- Madison Symphony Orchestra
- Milwaukee Symphony Orchestra
- Wisconsin Chamber Orchestra

## Nam Mỹ và Trung Mỹ
- YOA Orchestra of the Americas

### Argentina
- Argentine National Symphony Orchestra
- Buenos Aires Philharmonic
- Juan de Dios Filiberto National Orchestra of Argentine Music
- Olavarria Symphony Orchestra (Orquesta Sinfónica Municipal de Olavarría)

### Bolivia
- Oruro Symphony Orchestra

### Brazil
- Amazonas Philharmonic
- Brazilian Symphony Orchestra
- Orquestra Sinfônica de Porto Alegre
- Orquestra Sinfônica do Estado de São Paulo

### Colombia
- Bogota Philharmonic
- Cali Philharmonic Orchestra
- National Symphony Orchestra of Colombia

### Peru
- National Symphony Orchestra

### Venezuela
- Grand Marshal of Ayacucho Symphony Orchestra
- Mérida State Symphony Orchestra
- Simón Bolívar Symphony Orchestra
- Venezuela Symphony Orchestra

## Asia (Châu Á)

### Pan-Asia
- Asian Youth Orchestra
- Arab Youth Philharmonic Orchestra
- West-Eastern Divan

### Azerbaijan
- Azerbaijan State Chamber Orchestra
- Azerbaijan State Orchestra of Folk Instruments
- Azerbaijan State Symphony Orchestra

### Campuchia
- Angkor National Youth Orchestra

### Trung Quốc
- Beijing Symphony Orchestra
- Central Philharmonic Orchestra
- China National Symphony Orchestra
- China NCPA Orchestra
- China Philharmonic Orchestra
- Guangzhou Symphony Orchestra
- Guiyang Symphony Orchestra
- Hangzhou Philharmonic Orchestra
- Harbin Symphony Orchestra
- National Ballet of China Symphony Orchestra
- Qingdao Symphony Orchestra
- Shanghai Chinese Orchestra
- Shanghai City Symphony Orchestra
- Shanghai Philharmonic Orchestra
- Shanghai Symphony Orchestra
- Shenzhen Symphony Orchestra
- Sichuan Symphony Orchestra
- Xiamen Philharmonic Orchestra

### Hong Kong
- City Chamber Orchestra of Hong Kong
- Pan Asia Symphony Orchestra
- Hong Kong Chamber Orchestra
- Hong Kong Festival Orchestra
- Hong Kong Philharmonic Orchestra
- Hong Kong Sinfonietta
- Metropolitan Youth Orchestra of Hong Kong

### Ấn Độ
- India National Youth Orchestra
- Symphony Orchestra of India
- Calcutta Chamber Orchestra

### Indonesia
- The Jakarta Symphony

### Iran
- National Orchestra
- Tehran Symphony Orchestra
- Iranian Orchestra for New Music
- Melal Orchestra

### Israel
- Israel Philharmonic Orchestra
- Jerusalem Symphony Orchestra
- Rishon LeZion Orchestra (see also Rishon LeZion Orchestra on the Hebrew WP)

### Nhật Bản
- Central Aichi Symphony Orchestra [jp]
- City of Kyoto Symphony Orchestra [jp]
- Gunma Symphony Orchestra [jp]
- Hiroshima Symphony Orchestra
- Hyogo Performing Arts Center Orchestra
- Japan Century Symphony Orchestra [jp]
- Japan Philharmonic Orchestra
- Kanagawa Philharmonic Orchestra
- Kansai Philharmonic Orchestra [jp]
- Kyushu Symphony Orchestra [jp]
- Nagoya Philharmonic Orchestra
- New Japan Philharmonic
- NHK Symphony Orchestra, Tokyo
- Orchestra Ensemble Kanazawa
- Osaka Philharmonic Orchestra
- Osaka Symphony Orchestra [jp]
- Saito Kinen Orchestra
- Sapporo Symphony Orchestra
- Sendai Philharmonic Orchestra [jp]
- Tokyo City Philharmonic Orchestra [jp]
- Tokyo Metropolitan Symphony Orchestra
- Tokyo New City Orchestra [jp]
- Tokyo Philharmonic Orchestra
- Tokyo Symphony Orchestra
- Yamagata Symphony Orchestra [jp]
- Yomiuri Nippon Symphony Orchestra

### Liban
- Lebanese National Symphony Orchestra

### Ma Cao
- Macao Orchestra

### Malaysia
- Malaysian Philharmonic Orchestra
- Malaysian Philharmonic Youth Orchestra
- KLPac Orchestra
- Penang Philharmonic Orchestra

### Mông Cổ
- Mongolian Symphony Orchestra

### Myanmar
- Myanmar National Symphony Orchestra

### Triều Tiên
- State Symphony Orchestra of the Democratic People's Republic of Korea

### Philippines
- ABS-CBN Philharmonic Orchestra
- De La Salle Zobel Symphony Orchestra
- Manila Symphony Orchestra
- Manila Philharmonic Orchestra
- Philippine Philharmonic Orchestra
- San Miguel Philharmonic Orchestra

### Qatar
- Qatar Philharmonic Orchestra

### Nga
- Mariinsky Theatre Orchestra
- Moscow Chamber Orchestra
- Moscow City Symphony Orchestra
- Moscow Philharmonic Orchestra
- Moscow State Symphony Orchestra
- Moscow Symphony Orchestra
- Moscow Virtuosi
- Murmansk Philharmonic Orchestra
- National Philharmonic of Russia
- Novosibirsk Youth Symphony Orchestra
- Osipov State Russian Folk Orchestra
- Persimfans
- Russian National Orchestra
- Russian Philharmonic Orchestra
- Sochi Symphony Orchestra
- Saint Petersburg Academic Symphony Orchestra
- Saint Petersburg Philharmonic Orchestra
- State Academic Symphony Orchestra of the Russian Federation
- State Symphony Capella of Russia
- State Symphony Cinema Orchestra
- Tchaikovsky Symphony Orchestra
- Ural Philharmonic Orchestra

### Singapore
- Braddell Heights Symphony Orchestra
- Orchestra of the Music Makers
- Singapore Symphony Orchestra
- Singapore National Youth Orchestra

### Hàn Quốc
- Bucheon Philharmonic Orchestra
- KBS Symphony Orchestra
- Seoul Philharmonic Orchestra

### Sri Lanka
- Symphony Orchestra of Sri Lanka

### Syria
- Syrian National Orchestra for Arabic Music
- Syrian National Symphony Orchestra

### Đài Loan
- Chamber Philharmonic Taipei
- Chimei Philharmonic Orchestra
- Evergreen Symphony Orchestra
- Kaohsiung City Symphony Orchestra
- National Chinese Orchestra Taiwan
- National Symphony Orchestra (also known as Taiwan Philharmonic)
- National Taiwan Symphony Orchestra
- Taipei Century Symphony Orchestra
- Taipei Chinese Orchestra
- Taipei Philharmonic Orchestra
- Taipei Symphony Orchestra

### Turkmenistan
- State Symphony Orchestra of Turkmenistan

### Thái Lan
- Siam Philharmonic Orchestra
- Thailand Philharmonic Orchestra

### United Arab Emirates
- UAE Philharmonic Orchestra (previously known as Dubai Philharmonic Orchestra)

### Việt Nam
- Dàn nhạc giao hưởng quốc gia Việt Nam (Vietnam National Symphony Orchestra - VNSO)
- Dàn nhạc giao hưởng Maius (Maius Philharmonic Orchestra - MPO)

## Châu Âu

### Pan-European orchestras
- Chamber Orchestra of Europe
- European Union Youth Orchestra
- Spira Mirabilis

### Áo
- Ars Antiqua Austria
- Bruckner Orchestra Linz
- Gustav Mahler Youth Orchestra
- Mozarteum Orchestra of Salzburg
- Symphony Orchestra Vorarlberg
- Tonkünstler Orchestra
- Vienna Chamber Orchestra (Das Wiener Kammer Orchester)
- Vienna Mozart Orchestra (Wiener Mozart Orchester)
- Vienna Philharmonic (Wiener Philharmoniker)
- Vienna Radio Symphony Orchestra
- Vienna Symphony (Wiener Symphoniker)
- Wiener Johann Strauss Orchester
- Wiener Jeunesse Orchester (national youth orchestra)

### Các nước Baltic
- Kremerata Baltica
- Baltic Sea Philharmonic

### Bỉ
- Antwerp Symphony Orchestra
- Brussels Philharmonic
- Brussels Philharmonic Orchestra
- National Orchestra of Belgium
- Orchestre Philharmonique de Liège
- Orchestre Royal de Chambre de Wallonie

### Bosna và Hercegovina
- Sarajevo Philharmonic Orchestra

### Bulgaria
- Bulgarian National Radio Symphony Orchestra
- New Symphony Orchestra
- Plovdiv Philharmonic Orchestra
- Rousse Philharmonic Orchestra
- Sofia Symphonic Orchestra

### Croatia
- Dubrovnik Symphony Orchestra
- Zagreb Philharmonic Orchestra

### Séc
- Barocco sempre giovane
- Bohemian Symphony Orchestra Prague
- Brno Philharmonic Orchestra
- Capellen Orchestra
- City of Prague Philharmonic Orchestra
- Czech National Symphony Orchestra
- Czech Philharmonic Orchestra
- Czech Symphony Orchestra (1994) (ČSO)
- Film Symphony Orchestra (FISYO), also known as Czech Symphony Orchestra during Live-Concerts
- Janáček Philharmonic Orchestra
- Karlovy Vary Symphony Orchestra
- Moravian Philharmonic
- Praga Sinfonietta Orchestra
- Prague Philharmonia (PKF)
- Prague Philharmonic Orchestra
- Prague Radio Symphony Orchestra (SOČR)
- Prague Symphony Orchestra (FOK/PSO)
- Suk Chamber Orchestra
- Teplice Symphony Orchestra

### Đan Mạch
- Aalborg Symphony Orchestra
- Aarhus Symphony Orchestra
- Copenhagen Philharmonic Orchestra
- Danish National Chamber Orchestra
- Danish National Symphony Orchestra
- Danish Youth Ensemble (national youth orchestra)
- Odense Symphony Orchestra
- Sønderjyllands Symphony Orchestra
- Royal Danish Orchestra (Det Kongelige Kapel)

### Estonia
- Estonian National Symphony Orchestra

### Liên minh châu Âu
- European Union Baroque Orchestra
- European Union Youth Orchestra

### Phần Lan
Các dàn nhạc giao hưởng chuyên nghiệp
- Helsinki Philharmonic Orchestra ("HKO", Finnish: Helsingin kaupunginorkesteri, Swedish: Helsingfors stadsorkester), founded in 1882
- Finnish Radio Symphony Orchestra ("RSO" (eng. "FRSO"), Finnish: Radion sinfoniaorkesteri, Swedish: Radions symfoniorkester), founded in 1927
- Tapiola Sinfonietta (Finnish: Tapiola Sinfonietta, Swedish: Tapiola Sinfonietta – Esbo stadsorkester), founded in 1987
- Lahti Symphony Orchestra (Finnish: Sinfonia Lahti – Lahden kaupunginorkesteri, Swedish: Sinfonia Lahti – Lahtis stadsorkester) founded in 1910
- Tampere Philharmonic Orchestra ("TFO", Finnish: Tampere Filharmonia – Tampereen kaupunginorkesteri, Swedish: Tampere Filharmonia – Tammerfors stadsorkester) founded in 1930
- Turku Philharmonic Orchestra (Finnish: Turku Filharmonia – Turun kaupunginorkesteri, Swedish: Åbo Filharmoniska Orkester – Åbo stadsorkester), founded in 1790
- Jyväskylä Sinfonia founded in 1955
- Oulu Symphony Orchestra (Finnish: Oulu Sinfonia – Oulun kaupunginorkesteri, Swedish: Oulu Sinfonia – Uleåborgs stadsorkester) founded in 1937
- Kymi Sinfonietta (Comprises Kouvola and Kotka City Orchestras) founded in 1999

Dàn nhạc thích phòng
- Avanti! Chamber Orchestra (Finnish: Avanti! Kamariorkesteri, Swedish: Kammarorkester Avanti!), founded in 1983
- Ostrobothnian Chamber Orchestra

Dàn nhạc của Nhạc viện và Đại học
- Ylioppilaskunnan Soittajat ("YS", English: Helsinki University Symphony Orchestra, Swedish: Helsingfors Universitets studentorkester), founded in 1747 (1926)
- The Polytech Orchestra ("PO", Finnish: Polyteknikkojen orkesteri, Swedish: Polyteknikernas orkester), founded in 1922

### Pháp
- Concerts Colonne (Paris), founded in 1873
- Concerts Lamoureux (Paris), founded in 1881
- Concerts Pasdeloup (Paris), founded in 1861
- Ensemble InterContemporain, founded in 1976
- Ensemble La Fenice, founded in 1990
- Ensemble Matheus, founded in 1991
- Les Musiciens du Louvre (Grenoble), founded in 1982
- Orchestre de la Société des Concerts du Conservatoire, founded in 1828, disbanded 1967
- Orchestre de Paris, founded in 1967
- Orchestre des Champs-Élysées (Poitiers), founded in 1991
- Orchestre Dijon Bourgogne, founded in 2009
- Orchestre Français des Jeunes (national youth orchestra)
- Orchestre National Bordeaux Aquitaine, founded in 1974
- Orchestre National d'Île-de-France, founded in 1974
- Orchestre National de France, founded in 1934
- Orchestre National de Lille, founded in 1976
- Orchestre National de Lyon, founded in 1905
- Orchestre National de Metz, founded in 1976
- Orchestre National des Pays de la Loire, founded in 1971
- Orchestre national du Capitole de Toulouse, founded c.1932
- Orchestre des Pays de Savoie, founded in 1984
- Orchestre Philharmonique de Radio France, 1937
- Orchestre philharmonique de Strasbourg, founded in 1855
- Orchestre symphonique de Mulhouse, founded in 1975
- Orchestre symphonique et lyrique de Nancy, founded in 1884
- Opéra Orchestre national Montpellier, founded in 2001
- Rouen Philharmonic Orchestra, founded in 1998

### Đức
- Dàn nhạc quốc gia:
  - Bundesjugendorchester
  - Junge Deutsche Philharmonie

### A–M
- Akademie für Alte Musik Berlin
- Akademische Orchestervereinigung
- Badische Staatskapelle
- Bamberg Symphony Orchestra (Bamberger Symphoniker)
- Bavarian Radio Symphony Orchestra (Symphonieorchester des Bayerischen Rundfunks)
- Bavarian State Orchestra (Bayerisches Staatsorchester)
- Berlin Philharmonic (Berliner Philharmoniker)
- Berlin Radio Symphony Orchestra (East Berlin) (Rundfunk-Sinfonieorchester Berlin)
- Berliner Symphoniker
- Bochumer Symphoniker
- Detmold Chamber Orchestra
- Deutsche Kammerphilharmonie Bremen
- Deutsches Filmorchester Babelsberg
- Deutsche Radio Philharmonie Saarbrücken Kaiserslautern
- Deutsches Symphonie-Orchester Berlin
- Dortmunder Philharmoniker
- Dresden Philharmonic (Dresdner Philharmonie)
- Duisburg Philharmonic (Duisburger Philharmoniker)
- Frankfurter Opern- und Museumsorchester (Frankfurt Opera)
- Fulda Symphonic Orchestra (Fuldaer Symphonisches Orchester)
- Freiburger Barockorchester
- Gürzenich-Orchester Köln
- Hamburger Symphoniker
- Hannoversche Hofkapelle
- Hofer Symphoniker
- hr-Sinfonieorchester
- Jenaer Philharmonie
- Konzerthausorchester Berlin (formerly Berlin Symphony Orchestra)
- Leipzig Gewandhaus Orchestra (Gewandhausorchester Leipzig)
- Mahler Chamber Orchestra
- MDR Symphony Orchestra
- Mecklenburgische Staatskapelle
- Münchner Rundfunkorchester
- Munich Philharmonic (Münchner Philharmoniker)

### N–Z
- NDR Radiophilharmonie (Hannover)
- NDR Elbphilharmonie Orchestra (Hamburg Elbphilharmonie)
- Neue Philharmonie Frankfurt (Offenbach am Main)
- Niedersächsisches Staatsorchester (Hannover)
- Nordwestdeutsche Philharmonie
- Nuremberg Symphony (Nürnberger Symphoniker)
- Philharmonia Hungarica, founded by Hungarian exiles, disbanded 2001
- Philharmonie Festiva
- Philharmonisches Staatsorchester Hamburg
- Philharmonisches Kammerorchester Berlin
- Philharmonisches Staatsorchester Mainz
- Southwest German Radio Symphony Orchestra
- Staatskapelle Berlin
- Staatskapelle Dresden (Sächsische Staatskapelle Dresden)
- Staatskapelle Halle
- Staatskapelle Weimar
- Staatsorchester Braunschweig (State Orchestra Brunswik)
- Staatsorchester Stuttgart
- Stuttgart Chamber Orchestra
- Stuttgart Radio Symphony Orchestra
- SWR Symphonieorchester
- WDR Rundfunkorchester Köln
- WDR Symphony Orchestra Cologne
- Württembergisches Kammerorchester Heilbronn

### Hy Lạp
- Greek Youth Symphony Orchestra (national youth orchestra)
- Athens state symphony orchestra
- Thessaloniki state symphony orchestra
- National Opera orchestra
- National Radio Orchestra (ERT)
- Armonia Atenea – Athens Camerata
- City of Athens symphony orchestra
- City of Thessaloniki symphony orchestra
- Philharmonic Society of Corfu
- Athens Philharmonic

### Hungary
- Budapest Festival Orchestra
- Budapest Philharmonic Orchestra
- Hungarian Radio Symphony Orchestra, also known earlier as Budapest Symphony Orchestra
- Hungarian National Philharmonic
- Philharmonia Hungarica, founded by Hungarian exiles, based in Germany; dissolved in 2001
- Szeged Symphony Orchestra

### Iceland
- Iceland Symphony Orchestra (Sinfóníuhljómsveit Íslands)

- Icelandic Youth Symphony Orchestra (Ungsveit Sinfóníuhljómsveitar Íslands)
- Sinfóníuhljómsveit unga fólksins (Ungfónían)
- SinfoNord (Sinfóníuhljómsveit Norðurlands)
- Sinfóníuhljómsveit áhugamanna
- Sinfóníuhljómsveit Menntaskólans í Tónlist (SMíT)
- Sinfóníuhljómsveit Tónlistarskólanna (ST or STón)

### Ireland
- RTÉ National Symphony Orchestra
- RTÉ Concert Orchestra
- Irish Chamber Orchestra
- Hibernian Orchestra
- Camerata Ireland
- Dublin Philharmonic Orchestra
- Dublin Orchestral Players
- University College Dublin Symphony Orchestra
- National Youth Orchestra of Ireland (national youth orchestra)

### Ý
- Accademia Filarmonica Romana, Rome
- Camerata de' Bardi, academic orchestra, Pavia
- I Musici, Rome
- I Solisti Veneti, Padua
- Orchestra del Maggio Musicale Fiorentino, Florence
- Orchestra dell'Accademia Nazionale di Santa Cecilia, Rome
- Orchestra di Piazza Vittorio
- Orchestra Filarmonica della Fenice, Venice
- Orchestra Giovanile Italiana (national youth orchestra)
- Orchestra i Pomeriggi Musicali, Milan
- Orchestra Sinfonica di Milano Giuseppe Verdi, Milan
- Orchestra Sinfonica Nazionale della RAI
- Orchestra Sinfonica Siciliana, Palermo
- Orchestra Mozart, founded by Claudio Abbado in Bologna
- Orchestra Roma Sinfonietta, directed by Ennio Morricone
- Orchestra Sinfonica di Roma, Rome
- RCA Italiana Orchestra
- Rondò Veneziano, Venice
- Teatro San Carlo Orchestra, Naples
- Teatro Carlo Felice Orchestra, Genova
- Teatro dell'Opera di Roma Orchestra, Rome
- Teatro Petruzzelli Orchestra, Bari
- Teatro Comunale di Bologna Orchestra, Bologna
- Venice Baroque Orchestra

### Latvia
- Latvian National Symphony Orchestra
- Liepaja Symphony Orchestra

### Lichenstein
- Sinfonieorchester Liechtenstein
- Orchester Liechtenstein-Werdenberg

### Litva
- Klaipėda Chamber Orchestra
- Lithuanian National Symphony Orchestra
- Lithuanian State Symphony Orchestra
- Lithuanian Chamber Orchestra
- Kaunas City Symphony Orchestra

### Luxembourg
- Luxembourg Philharmonic Orchestra
- Luxembourg Sinfonietta

### Malta
- Malta Philharmonic Orchestra

### Moldova
- Moldovan National Youth Orchestra (national youth orchestra)

### Montenegro
- Montenegrin Symphony Orchestra

### Hà Lan
- National Youth Orchestra of the Netherlands (national youth orchestra)
- Holland Symfonia
- Metropole Orchestra
- Netherlands Philharmonic Orchestra
- Netherlands Radio Philharmonic
- Netherlands Chamber Orchestra
- Netherlands Radio Symphony Orchestra
- Netherlands Symphony Orchestra
- North Netherlands Symphony Orchestra
- Orchestra of the Eighteenth Century
- Residentie Orchestra
- Rotterdam Philharmonic Orchestra
- Royal Concertgebouw Orchestra
- Symfonisch Blaasorkest ATH

### Na Uy
- Ungdomssymfonikerne (national youth orchestra)
- Norwegian Arctic Philharmonic Orchestra
- Bergen Philharmonic Orchestra
- Kristiansand Symphony Orchestra
- Norwegian Chamber Orchestra
- Norwegian Radio Orchestra
- Oslo Philharmonic Orchestra
- Oslo Sinfonietta
- Stavanger Symphony Orchestra
- Trondheim Symphony Orchestra

### Ba Lan
- Pomeranian Philharmonic (Bydgoszcz)
- Kraków Philharmonic Orchestra (Kraków)
- Dàn nhạc giao hưởng Łódź
- Polish National Radio Symphony Orchestra (Katowice)
- Polish Radio Symphony Orchestra (Warsaw)
- Polish Baltic Philharmonic (Gdańsk)
- Poznań Philharmonic (Poznań)
- National Forum of Music Symphony Orchestra (Wrocław)
- Silesian Philharmonic (Katowice)
- Sinfonia Varsovia (Warsaw)
- Sudecka Philharmonic (Wałbrzych)
- Dàn nhạc giao hưởng quốc gia Warszawa
- Szczecin Philharmonic (Szczecin)
- Women's Orchestra of Auschwitz, youth orchestra at concentration camp (historic)

### Bồ Đào Nha
- Gulbenkian Orchestra
- Portuguese Chamber Orchestra
- Orquestra Sinfónica do Porto Casa da Música

### Romania
- Romanian Youth Orchestra (national youth orchestra)
- Bucharest Symphony Orchestra
- Cluj "Transilvania" Philharmonic Orchestra
- Craiova "Oltenia" Philharmonic Orchestra
- George Enescu Philharmonic Orchestra
- Iaşi "Moldova" Philharmonic Orchestra
- National Radio Orchestra of Romania
- Ploieşti "Paul Constantinescu" Philharmonic Orchestra
- Sibiu State Philharmonic Orchestra
- Timișoara "Banatul" Philharmonic Orchestra

### Nga
- Mariinsky Theatre Orchestra
- Moscow Chamber Orchestra
- Moscow City Symphony Orchestra
- Moscow Philharmonic Orchestra
- Moscow State Symphony Orchestra
- Moscow Symphony Orchestra
- Moscow Virtuosi
- Murmansk Philharmonic Orchestra
- National Philharmonic of Russia
- Novosibirsk Youth Symphony Orchestra
- Osipov State Russian Folk Orchestra
- Persimfans
- Russian National Orchestra
- Russian Philharmonic Orchestra
- Sochi Symphony Orchestra
- Saint Petersburg Academic Symphony Orchestra
- Saint Petersburg Philharmonic Orchestra
- State Academic Symphony Orchestra of the Russian Federation
- State Symphony Capella of Russia
- State Symphony Cinema Orchestra
- Tchaikovsky Symphony Orchestra
- Ural Philharmonic Orchestra

### Serbia
- Belgrade Philharmonic Orchestra
- Niš Symphony Orchestra

### Slovakia
- Cappella Istropolitana
- Slovak Philharmonic
- Slovak Radio Symphony Orchestra
- Slovak Youth Orchestra (national youth orchestra)

### Slovenia
- RTV Slovenia Symphony Orchestra
- Slovenian Philharmonic Orchestra

### Tây Ban Nha
- Bilbao Orkestra Sinfonikoa
- Castile and León Symphony Orchestra
- Chamartín Symphony Orchestra
- Community of Madrid Orchestra
- Málaga Philharmonic
- Madrid Academic Orchestra
- Madrid Symphony Orchestra
- Orquesta Ciudad de Granada
- Orquesta Clásica Santa Cecilia
- Orquestra de Cadaqués
- Orquesta Filarmónica de Málaga
- Orquestra Simfònica de Barcelona i Nacional de Catalunya
- Orquesta Sinfónica de Burgos
- Dàn nhạc giao hưởng Galicia
- Orquesta Sinfonica de Tenerife
- Orquestra Simfònica del Gran Teatre del Liceu
- Orquestra Simfònica del Vallès
- Queen Sofía Chamber Orchestra
- Real Compañía Ópera de Cámara
- Real Orquesta Sinfónica de Sevilla
- RTVE Symphony Orchestra (based in Madrid)
- Sociedad de Conciertos de Madrid
- Spanish National Youth Orchestra (national youth orchestra)
- Orquesta Nacional de España (based in Madrid)
- Valencian Community Orchestra
- Valencia Orchestra

### Thụy Điển
- Gävle Symphony Orchestra
- Gothenburg Symphony Orchestra
- Kungliga Hovkapellet
- Malmö Symphony Orchestra
- Norrköping Symphony Orchestra
- Örebro Chamber Orchestra
- Royal Academic Orchestra
- Royal Stockholm Philharmonic Orchestra
- Stockholm Youth Symphony Orchestra
- Swedish Chamber Orchestra
- Swedish Radio Symphony Orchestra

### Thụy Sĩ
- Basel Sinfonietta
- Berner Symphonie-Orchester
- Biel Solothurn Symphony Orchestra
- Camerata Bern
- Kammerorchester Basel
- Lucerne Festival Strings
- Luzerner Sinfonieorchester
- Orchester Musikkollegium Winterthur
- Orchestra della Svizzera Italiana
- Orchestre de Chambre de Lausanne
- Orchestre de chambre de Neuchâtel
- Orchestre de la Suisse Romande
- Sinfonieorchester Basel
- Tonhalle Orchester Zurich
- Zurich Chamber Orchestra
- Zurich Opera House Orchestra
- Zurich Symphony Orchestra

### Ukraina
- Ukrainian Radio Symphony Orchestra
- National Symphony Orchestra of Ukraine
- Symphony Orchestra of the National Philharmonic of Ukraine
- Kyiv Classic Orchestra

### Anh
- Academy of Ancient Music
- Academy of St Martin in the Fields
- BBC Concert Orchestra
- BBC Philharmonic
- BBC Symphony Orchestra
- Bournemouth Sinfonietta
- Bournemouth Symphony Orchestra
- Britten Sinfonia
- Camerata of London
- City of Birmingham Symphony Orchestra
- City of London Sinfonia
- City of Rochester Symphony Orchestra
- Didcot Concert Orchestra
- Docklands Sinfonia
- English Baroque Soloists
- English Chamber Orchestra
- English Concert
- Ex Cathedra Baroque Orchestra
- Hallé Orchestra
- Huddersfield Philharmonic Orchestra
- Hull Philharmonic Orchestra
- Kensington Symphony Orchestra
- Kings Chamber Orchestra
- Leeds Symphony Orchestra
- Leicester Symphony Orchestra
- London Chamber Orchestra
- London Classical Players
- London Festival Orchestra
- London Mozart Players
- London Philharmonic Orchestra
- London Shostakovich Orchestra
- London Sinfonietta
- London Symphony Orchestra
- Manchester Camerata
- National Youth Orchestra of Great Britain
- New London Orchestra
- Northern Sinfonia
- Orchestra of Opera North
- Orchestra of the Age of Enlightenment
- Orchestra of the City
- Oxford Philharmonic Orchestra
- Philharmonia
- Royal Liverpool Philharmonic Orchestra
- Royal Philharmonic Orchestra
- Sheffield Symphony Orchestra
- Sinfonia ViVA
- Sunderland Symphony Orchestra
- The King's Consort
- Worthing Symphony Orchestra

### Bắc Ireland
- Ulster Orchestra

### Scotland
- BBC Scottish Radio Orchestra
- BBC Scottish Symphony Orchestra
- National Youth Orchestra of Scotland
- Royal Scottish National Orchestra
- Scottish Chamber Orchestra
- Scottish Ensemble
- Scottish Festival Orchestra
- West of Scotland Schools Symphony Orchestra

### Wales
- BBC National Orchestra of Wales
- Cardiff Philharmonic Orchestra
- National Youth Orchestra of Wales
- Welsh Sinfonia

## Châu Đại Dương

### Úc
- Adelaide Symphony Orchestra
- Adelaide Youth Orchestra
- Australian Chamber Orchestra
- Australian Opera and Ballet Orchestra
- Australian Youth Orchestra
- Brisbane Philharmonic Orchestra
- Canberra Symphony Orchestra
- Darwin Symphony Orchestra
- Eminence Symphony Orchestra
- Melbourne Symphony Orchestra
- Orchestra Victoria
- Queensland Symphony Orchestra
- Queensland Youth Orchestras
- RMIT Symphonic Orchestra
- SBS Radio and Television Youth Orchestra
- Sydney Symphony Orchestra
- Sydney University Symphony Orchestra
- Sydney Youth Orchestra
- Tasmanian Symphony Orchestra
- Western Australian Charity Orchestra
- West Australian Symphony Orchestra
- Wollongong Symphony Orchestra

### New Zealand
- Auckland Symphony Orchestra
- Auckland Philharmonia Orchestra
- Christchurch Symphony Orchestra
- New Zealand Symphony Orchestra